# ロヒット・シャルマ
ロヒット・グルナス・シャルマ（英: Rohit Gurunath Sharma、1987年4月30日 - ）は、インドのプロクリケット選手。インディアン・プレミアリーグ（IPL）のムンバイ・インディアンズに所属。2023年現在、インド代表のキャプテンを務める。ポジションはバッター。

## 概要
2010年代を代表するバッターの一人。クリケットのバイブルとして知られるウィズデン・クリケッターズ・アルマナックによって、2010年代のODI形式のワールドイレブンに選出された。2019年シーズン終了時点のIPLの通算得点（ラン）はヴィラット・コーリ、スレシュ・ライナに次ぐ歴代3位。2019年シーズンのIPLでの年俸は1億5000万ルピー。2015年にインドのスポーツ界の最高栄誉の一つとされるアルジュナ賞を受賞。2019年のESPNの調査によると、世界で最も有名なアスリートで46位にランクインした。2020年にはインドでブランド価値のある著名人トップ20にランクインし、クリケット選手ではヴィラット・コーリ、マヘンドラ・シン・ドーニ、サチン・テンドルカールに次ぐ4位。2024年9月時点でのInstagram公式アカウントのフォロワー数は4,000万を超えている。